# 心象風景
心象風景（しんしょうふうけい）とは、現実ではなく心の中に思い描いたり、浮かんだり、刻み込まれている風景。現実にはありえない風景であることもある。
なお、風景に関連する心象について都市の場合には「都市像」という観念があり、これは都市の姿形をいうものの他、人々が都市についてイメージする様、また理想都市像など望ましくあるべき都市の将来像（たとえば、北九州市ルネッサンス構想#目指す5つの都市像など)をあらわしている。

## 概要
芸術の世界ではしばしば、心象風景をテーマとした作品を見ることがある。作者の心の奥底の無意識を形に表したものや、具象的であるよりも抽象的である場合が多い。当然、極めて主観的な作風になり、作品も多種多様になる。東山魁夷も初期は心象風景を好んで描いた。

## 心象をテーマにした芸術家
- 東山魁夷（画家、著述家）
- 宮沢賢治（詩人、童話作家、「心象スケッチ」と呼称）